# Анаксимен
Анаксимен (на гръцки: Άναξιμένης) от Милет е древногръцки философ, досократик от втората половина на 5 век пр.н.е., вероятно по-млад съвременник на Анаксимандър, смятан за негов учител или приятел. Третият (след Талес и Анаксимандър) и последен представител на Милетската школа, стихиен диалектик. Смята се за един от първите философи на западния свят.

## Възгледи
Той смята, че в основата и началото (архе) стои въздухът (aer), който по величина е безграничен и вечен, и му приписвал божествени свойства. Смятал, че въздухът води свой собствен живот. Според него всичко произлиза от първоматерията – въздуха и се връща обратно в нея. Анаксимен не отричал и не премълчавал съществуването на боговете, но твърдял, че въздухът не е създаден от боговете, а че те самите са произлезли от въздух. Според него чрез разреждането му се получава огън, а чрез сгъстяване – вятър, след това мъглата, водата, земята, камъните, а от тях пък – всички други неща. Всичко във вселената е съставено от въздух, сгъстен в различни степени (включително и душата). Топлината го разширява, а студът го сгъстява. Пръв в древногръцката философия стига до идеята за преминаването от количествени към качествени изменения. Според него въздухът е невидим за нашите очи, но студеното и топлото, влагата и движението го правят видим. Анаксимен счита движението за вечно, благодарение на което всички неща се превръщат едно в друго. Той обединява в едно сетивността на водата и безпределността на апейрона.

## Астрономия и география
Той бил пръв от гърците, който разграничил планетите Марс и Венера от звездите, създава хипотеза за слънчевите и лунните затъмнения, също така и за лунните фази. Звездите, според него, са се породили от Земята, чрез изпаряващата се от нея влага, която, като се разрежда, поражда огъня, а от огъня, който се издига нагоре се образуват звездите. Твърдял, че дъгата, която се получава от попадането на слънчевите лъчи върху облаците, не е нещо божествено, а природен феномен. Светкавиците и гръмотевиците се дължат на вятър, излизащ от облаците, описва правилно градушката и снеговалежа като замръзнала дъждовна вода. Анаксимен твърди, че Земята е плоска като диск и че се носи по въздуха. По подобен начин се движат и Слънцето, и Луната, и всички огнени светила, които благодарение на плоската си форма се поддържат и носят във въздуха. Според него Слънцето и Луната, и всички останали светила водят началото на своето пораждане от Земята. Според него Слънцето е земя, която се е възпламенила вследствие на своето извънредно бързо движение и нагряване. Огнената природа на звездите включва в себе си и някакви подобни на Земята тела, които се въртят заедно с тях и са невидими.

## Трактати
Автор на трактата „За природата“, който според древните източници бил написан на прост и разбираем език. След завладяването на Милет от персите (494 г. Пр.н.е.) научно-философският живот се съсредоточава по на север в Мала Азия. Много малка част от трудовете му е запазена. Критикуван от Аристотел и други философи.

## Реторика
Една от най-старите класификации на ораторските изяви принадлежи на Анаксимен, който разделя речите на две основни групи – в съда и на събрание. Във включените към втория род: насърчаваща, възпитаваща, хвалеща и порицаваща, можем да открием и педагогически моменти.
Класификация на ораторските изяви според Анаксимен: род на речта – реч в съда, реч на събрание; вид на речта – обвиняваща реч, защитаваща реч, издирваща реч, насърчаваща реч, възпитаваща реч, хвалеща реч, порицаваща реч.